# يوم الأم

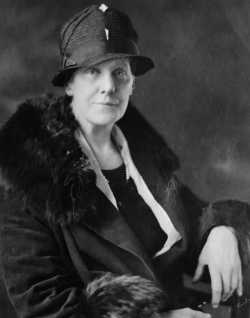
آنا جارفيس والتي بناءً على طلبها قام المسؤول عن ولاية فرجينيا بإصدار أوامره بإقامة أول احتفال ليوم الأم بـ12 مايو 1907

عيد الأم أو يوم الأم (بالانجليزية: Mother's Day) هو احتفال ظهر حديثاً في مطلع القرن العشرين، تحتفل به بعض الدول لتكريم الأمهات والأمومة و«رابطة الأم بأبنائها» وتأثير الأمهات على المجتمع. ظهر ذلك برغبة من المفكرين الغربيين والأوروبيين بعد أن وجدوا الأبناء في مجتمعاتهم يهملون أمهاتهم ولا يؤدون الرعاية الكاملة لهن، فأرادوا أن يجعلوا يوماً في السنة ليذكّروا الأبناء بأمهاتهم. لاحقاً اتسعت رقعة المحتفلين به حتى صار يحتفل به في العديد من الأيام وفي شتى المدن في العالم وفي الأغلب يحتفل به في شهر آذار أو نيسان أو أيار.
ويختلف تاريخ عيد الأم من دولة لأخرى، فمثلاً في العالم العربي يكون اليوم الأول من فصل الربيع أي يوم 21 مارس، أما في النرويج فيحتفل به في 2 فبراير؛ في الأرجنتين فهو يوم 3 أكتوبر، وجنوب أفريقيا تحتفل به يوم 1 مايو. وفي الولايات المتحدة وألمانيا يكون الاحتفال في الأحد الثاني من شهر مايو من كل عام، وفي إندونيسيا يحتفلون به في يوم 22 ديسمبر.
عيد الأم هو ابتكار أمريكي ولا ينحدر مباشرةً تحت سقف احتفالات الأمهات والأمومة التي حدثت في كل مكان في العالم منذ آلاف السنين. مثل عبادة اليونان لكوبيلي، وعيد الرومان لهيلريا، واحتفال المسيحيين في أوروبا بيوم أحد الأمومة (en) [الإنجليزية].. بالرغم من ذلك أصبح مصطلح عيد الأم مرادفا لهذه العادات القديمة.

## أصل التسمية
عام 1912، أنشأت «أنا جارفيس» الجمعية الدولية ليوم الأم. وأكدت على أن مصطلح "mother's" يجب أن يكون مفرداً وفي صيغة الملكية -في اللغة الأنجليزية- وليس جمع في صيغة الملكية. لجميع العائلات تكريماً لأمهاتهم ولكافة الأمهات في العالم. واستخدم هذه التسمية رئيس الولايات المتحدة وودرو ويلسون في القانون كعيد رسمي في الولايات المتحدة. كما استخدمه الكونغرس الأمريكي في سنّ القانون. كما أشار له رؤساء آخرون في إعلاناتهم مركزين على عيد الأم.

## تاريخ
كان أول احتفال بعيد الأم عام 1908، عندما أقامت آنا جارفيس ذكرى لوالدتها في أمريكا. وبعد ذلك بدأت بحملة لجعل عيد الأم معترف به في الولايات المتحدة. وعلى الرغم من نجاحها عام 1914 إلا أنها كانت محبطة عام 1920، لأنهم صرحوا بأنها فعلت ذلك من أجل التجارة. اعتمدت المدن عيد جيفرس وأصبح الآن يحتفل به في جميع العالم. وفي هذا التقليد يقوم كل فرد بتقديم هديه أو بطاقة أو ذكرى للأمهات والجدات.
ظهرت العديد من الاحتفالات في أمريكا لتكريم الأمهات خلال عام 1870 و 1870 لكن هذه الاحتفالات لم يكن لها صدى في المستوى المحلي. لم تذكر جارفيس كيف كانت محاولات جوليا وارد لإنشاء عيد الأم من أجل السلامة في عام 1870 ولم تذكر أيضاً عن المحتجين في الاحتفالات المدرسية الذين يطالبون بعيد الطفل بين الأعياد الأخرى. ولم تذكر أيضاً عن تقاليد مهرجان الأم في الأحد ولكنها كانت دائماً تقول بأن عيد الأم كانت فكرتها وحدها. ولمعلومات أكثر عن المحاولات السابقة يمكنك قرأة تقرير الولايات المتحدة.

### التقاليد الدولية
استمدت معظم المدن عيد الأم من الأعياد التي ظهرت في الولايات المتحدة. كما اعتمدته المدن والثقافات الأخرى وعيد الأم له معانٍ عديدة مرتبط بأحداث مختلفة سواء كانت تاريخية أو دينية أو أسطورية ويحتفل به في تواريخ متعدد.
وهناك حالات أخرى، فبعض الدول سابقًا كان لديها يوم تحتفل به لتكريم الأمومة. وبعد ذلك اعتمدت العديد من الأمور الخارجية التي تحدث في الأعياد الأمريكية مثل: إعطاء الأم أزهار القرنفل أو الهدايا.

### الدين
في الإسلام يرى كثير من العلماء أن الاحتفال بعيد الأم ما هو إلا تقليد أعمى للغرب وليس له أصل من الصحة، حيث أن الاهتمام بالأم وبرها  طوال العام وفي كل وقت من تعاليم الإسلام، بينما يرى البعض الآخر أن لا ضرر في الاحتفال به، وفي الكنيسة الكاثوليكية الرومانية، يرتبط عيد الأم بقوة مع الصلاة لمريم العذراء. في كثير من البيوت الكاثوليكية، كانت بعض الأسر لديها مرقد استثنائي مكرس لمريم العذراء. في العديد من الكنائس الشرقية الكاثوليكية والأرثوذكسية الشرقية وتقام صلاة خاصة على شرف العذراء مريم.

### الولايات المتحدة
تحتفل الولايات المتحدة بعيد الأم في يوم الأحد الثاني من مايو. في عام 1872 دعت جوليا وارد هاو النساء للانضمام من أجل دعم نزع السلاح مطالبن في 2 يونيو 1872 أن يقام عيد الأم من اجل السلام. «نداء إلى الأنوثة في جميع أنحاء العالم» ويشار إليه أحياناً بعيد الأم. ولكن يوم جوليا لم يكن لتكريم الأمهات ولكن لتنظيم الأمهات المسالمات ضد الحرب. وفي عام 1880 وعام 1890 كان هناك العديد من المحاولات من أجل إقامة عيد الأم في أمريكا لكن هذه المحاولات لم تنجح على المستوى المحلي. تم إنشاء العيد الحالي من قبل آنا جارفيس في جرافتون غرب فرجينيا في عام 1908. كانت جوليا تريد تحقيق حلم والدتها وهو الاحتفال بجميع الأمهات. ظلت جوليا تعزز هذا الطلب حتى جعل الرئيس ويلسون هذا العيد عيداً رسمياً وطنياً.

### مصر
أول من فكّر في عيد للأم في العالم العربي كان الصحفي المصري الراحل علي أمين – مؤسس جريدة أخبار اليوم مع أخيه مصطفى أمين -حيث طرح علي أمين في مقاله اليومي ‘فكرة’ طرح فكرة الاحتفال بعيد الأم قائلا: "لماذا لا نتفق على يوم من أيام السنة نطلق عليه "يوم الأم" ونجعله عيداً قومياً في بلادنا وبلاد الشرق.
ثم حدث أن قامت إحدى الأمهات بزيارة للراحل مصطفى أمين في مكتبه وقصت عليه قصتها وكيف أنها ترمَّلت وأولادها صغار، ولم تتزوج، وكرّست حياتها من أجل أولادها، وظلت ترعاهم حتى تخرجوا في الجامعة، وتزوجوا، واستقلوا بحياتهم، وانصرفوا عنها تماماً، فكتب مصطفى أمين وعلي أمين في عمودهما الشهير “فكرة” يقترحان تخصيص يوم للأم يكون بمثابة يوم لرد الجميل وتذكير بفضلها، وكان أن انهالت الخطابات عليهما تشجع الفكرة، واقترح البعض أن يخصص أسبوع للأم وليس مجرد يوم واحد، ورفض آخرون الفكرة بحجة أن كل أيام السنة للأم وليس يومًا واحدًا فقط، لكن أغلبية القراء وافقوا على فكرة تخصيص يوم واحد، وبعدها تقررأن يكون يوم 21 مارس ليكون عيداً للأم، وهو أول أيام فصل الربيع؛ ليكون رمزًا للتفتح والصفاء والمشاعر الجميلة.

## التاريخ حول العالم
بما أن المدن والحضارة تبنت العيد الأمريكي فحتماً التاريخ المحدد تغير ليتناسب مع الاحتفالات الموجودة لتكريم الأمومة. مثل عيد الأم في يوم الأحد في الولايات المتحدة وفي اليونان وكان يحدث بها احتفالات الأرثوذكس لتقدمة يسوع في الكنيسة. وكان عيد الأم في يوم الأحد غالباً يعود لعيد الأم وكان غير معترف به.
قاموا في بعض البلدان بتغير التاريخ ليناسب أغلب الديانات مثل عيد مريم العذراء في البلدان الكاثوليكية. وبلدان أخرى اختارت تاريخ ذو أهمية تاريخية. مثل عيد الأم بلوفيا وهو تاريخ للمعركة التي شاركن بها النساء. ألقِ نظرة على «التاريخ والتقاليد الدولية» لترى لائحة كاملة لهذه الأعياد.
المدن الشيوعية السابقة مثل: ألمانيا الشرقية كانوا يحتفلون عادةً باليوم العالمي الاشتراكي للمرأة بدلاً من عيد الأم ولكن بعض المدن الشيوعية السابقة مثل روسيا لاتزال تتبع هذه العادة.أو تحتفل بكلا العيدين وهي عادة في أوكرانيا.
| تقويم ميلادي                                                                        | تقويم ميلادي                                 | تقويم ميلادي | تقويم ميلادي | تقويم ميلادي | تقويم ميلادي | تقويم ميلادي | تقويم ميلادي |
| الحدث                                                                               | التاريخ                                      | الدولة | الدولة | الدولة | الدولة | الدولة | الدولة |
| ----------------------------------------------------------------------------------- | -------------------------------------------- | --- | --- | --- | --- | --- | --- |
| الاحد الثاني من فبراير                                                              | 12 فبراير 2012 10 فبراير 2013 9 فبراير 2014  | النرويج · | النرويج · | النرويج · | النرويج · | النرويج · | النرويج · |
| 3 مارس                                                                              |                                              | جورجيا | جورجيا | جورجيا | جورجيا | جورجيا | جورجيا |
| 8 مارس (عيد المرأة)†                                                                |                                              | أفغانستان · ألبانيا · كوسوفو · أرمينيا† · | أذربيجان† · بيلاروس† · البوسنة والهرسك† · | بلغاريا† · كازاخستان† · لاوس · | مقدونيا الشمالية† · مولدوفا · الجبل الأسود† · رومانيا · | روسيا† · سلوفينيا† · صربيا† · طاجيكستان† · فيتنام†* · | روسيا† · سلوفينيا† · صربيا† · طاجيكستان† · فيتنام†* · |
| الأحد الرابع من الصوم الكبير                                                        | 18 مارس 2012 10 مارس 2013 30 مارس 2014       | أيرلندا · نيجيريا · | المملكة المتحدة · | المملكة المتحدة · | المملكة المتحدة · | المملكة المتحدة · | المملكة المتحدة · |
| 21 مارس (الاعتدال الربيعي)                                                          |                                              | سوريا · جيبوتي · مصر · العراق · الأردن · | الكويت · ليبيا · لبنان · موريتانيا · عمان · | فلسطين · قطر · الصومال · السودان · | البحرين · الإمارات العربية المتحدة · اليمن · الجزائر · | البحرين · الإمارات العربية المتحدة · اليمن · الجزائر · | البحرين · الإمارات العربية المتحدة · اليمن · الجزائر · |
| 25 آذار                                                                             |                                              | سلوفينيا · | سلوفينيا · | سلوفينيا · | سلوفينيا · | سلوفينيا · | سلوفينيا · |
| 7 نيسان                                                                             |                                              | أرمينيا · | أرمينيا · | أرمينيا · | أرمينيا · | أرمينيا · | أرمينيا · |
| أول أحد في مايو                                                                     | 6 مايو 2012 5 مايو 2013 4 مايو 2014          | المجر · ليتوانيا · | موزمبيق · البرتغال · | إسبانيا · | إسبانيا · | إسبانيا · | إسبانيا · |
| 8 مايو                                                                              |                                              | كوريا الجنوبية (Parents' Day) · | كوريا الجنوبية (Parents' Day) · | كوريا الجنوبية (Parents' Day) · | كوريا الجنوبية (Parents' Day) · | كوريا الجنوبية (Parents' Day) · | كوريا الجنوبية (Parents' Day) · |
| 10 مايو                                                                             |                                              | السلفادور · غواتيمالا · | المكسيك · بليز · | المكسيك · بليز · | المكسيك · بليز · | المكسيك · بليز · | المكسيك · بليز · |
| الأحد الثاني من مايو                                                                | 13 مايو 2012 12 مايو 2013 11 مايو 2014       | أنغويلا · أنتيغوا وباربودا · أروبا · أستراليا · النمسا · جزر البهاما · بنغلاديش · باربادوس · بلجيكا · برمودا · بونير · بوتسوانا · البرازيل · بروناي · | كندا · كمبوديا · تشيلي · الصين† · كولومبيا · كرواتيا · كوبا · كوراساو · قبرص · جمهورية التشيك · الدنمارك ·                                            | دومينيكا · الإكوادور · إستونيا · إثيوبيا · فيجي · فنلندا · ألمانيا · غانا · ساحل الذهب · اليونان · غرينادا · غيانا · هندوراس · هونغ كونغ · آيسلندا · الهند · | إيطاليا · جامايكا · اليابان · لاتفيا · ليبيريا · ليختنشتاين · ماكاو · ماليزيا · مالطا · ميانمار · هولندا · نيوزيلندا · باكستان · بابوا غينيا الجديدة · بيرو · | الفلبين · بورتوريكو · سانت كيتس ونيفيس · سانت لوسيا · سانت فينسنت والغرينادين · ساموا · سنغافورة · سينت مارتن · سلوفاكيا · جنوب إفريقيا · سريلانكا · سورينام · | سويسرا · تايوان · تنجانيقا · تونغا · ترينيداد وتوباغو · تركيا · أوغندا · أوكرانيا · الولايات المتحدة · الأوروغواي · فيتنام · فنزويلا · زامبيا · زيمبابوي · |
| 15 مايو                                                                             |                                              | باراغواي (نفس يوم عيد الاستقلال) · | باراغواي (نفس يوم عيد الاستقلال) · | باراغواي (نفس يوم عيد الاستقلال) · | باراغواي (نفس يوم عيد الاستقلال) · | باراغواي (نفس يوم عيد الاستقلال) · | باراغواي (نفس يوم عيد الاستقلال) · |
| 26 مايو                                                                             |                                              | بولندا · | بولندا · | بولندا · | بولندا · | بولندا · | بولندا · |
| 27 مايو                                                                             |                                              | بوليفيا | بوليفيا | بوليفيا | بوليفيا | بوليفيا | بوليفيا |
| أخر أحد من أيار (أحيانا يكون أول أحد من حزيران أن توافق مع عيد الخمسين عيد العنصرة) | 27 مايو 2012 26 مايو 2013 25 مايو 2014       | الجزائر · جمهورية الدومينيكان · | فرنسا (First Sunday of June if عيد العنصرة occurs on this day) · الأنتيل الفرنسية (First Sunday of June if عيد العنصرة occurs on this day) · المغرب · | هايتي موريشيوس | السويد · تونس · | السويد · تونس · | السويد · تونس · |
| 30 أيار                                                                             |                                              | نيكاراغوا | نيكاراغوا | نيكاراغوا | نيكاراغوا | نيكاراغوا | نيكاراغوا |
| 1 حزيران                                                                            |                                              | منغوليا† (Mothers' and Children's Day.) · | منغوليا† (Mothers' and Children's Day.) · | منغوليا† (Mothers' and Children's Day.) · | منغوليا† (Mothers' and Children's Day.) · | منغوليا† (Mothers' and Children's Day.) · | منغوليا† (Mothers' and Children's Day.) · |
| الأحد الثاني من يونيو                                                               | 10 يونيو 2012 9 يونيو 2013 8 يونيو 2014      | لوكسمبورغ · | لوكسمبورغ · | لوكسمبورغ · | لوكسمبورغ · | لوكسمبورغ · | لوكسمبورغ · |
| الأحد الأخير من يونيو                                                               | 24 يونيو 2012 30 يونيو 2013 29 يونيو 2014    | كينيا · | كينيا · | كينيا · | كينيا · | كينيا · | كينيا · |
| 12 آب                                                                               |                                              | تايلاند (birthday of الملكة سيريكيت) | تايلاند (birthday of الملكة سيريكيت) | تايلاند (birthday of الملكة سيريكيت) | تايلاند (birthday of الملكة سيريكيت) | تايلاند (birthday of الملكة سيريكيت) | تايلاند (birthday of الملكة سيريكيت) |
| 15 آب (انتقال العذراء)                                                              |                                              | كوستاريكا · بلجيكا (أنتورب) | كوستاريكا · بلجيكا (أنتورب) | كوستاريكا · بلجيكا (أنتورب) | كوستاريكا · بلجيكا (أنتورب) | كوستاريكا · بلجيكا (أنتورب) | كوستاريكا · بلجيكا (أنتورب) |
| الاثنين الثاني من أكتوبر                                                            | 8 أكتوبر 2012 14 أكتوبر 2013 13 أكتوبر 2014  | مالاوي · | مالاوي · | مالاوي · | مالاوي · | مالاوي · | مالاوي · |
| 14 أكتوبر                                                                           |                                              | بيلاروس · | بيلاروس · | بيلاروس · | بيلاروس · | بيلاروس · | بيلاروس · |
| الأحد الثالث من أكتوبر                                                              | 21 أكتوبر 2012 20 أكتوبر 2013 19 أكتوبر 2014 | الأرجنتين (Día de la Madre) · | الأرجنتين (Día de la Madre) · | الأرجنتين (Día de la Madre) · | الأرجنتين (Día de la Madre) · | الأرجنتين (Día de la Madre) · | الأرجنتين (Día de la Madre) · |
| الأحد الأخير من تشرين الثاني                                                        | 25 نوفمبر 2012 24 نوفمبر 2013 19 نوفمبر 2014 | روسيا · | روسيا · | روسيا · | روسيا · | روسيا · | روسيا · |
| 3 تشرين الثاني                                                                      |                                              | تيمور الشرقية · | تيمور الشرقية · | تيمور الشرقية · | تيمور الشرقية · | تيمور الشرقية · | تيمور الشرقية · |
| 8 كانون الأول (عيد الحبل بلا دنس ‏)                                                  |                                              | بنما · | بنما · | بنما · | بنما · | بنما · | بنما · |
| 22 كانون الأول                                                                      |                                              | إندونيسيا · | إندونيسيا · | إندونيسيا · | إندونيسيا · | إندونيسيا · | إندونيسيا · |
| التقاويم الأخرى                                                                     |                                              | | | | | | |
| Occurrence                                                                          | التقويم الميلادي الموافق                     | الدولة | الدولة | الدولة | الدولة | الدولة | الدولة |
| شباط 30                                                                             | بين 30 كانون ثاني و1 آذار                    | إسرائيل | إسرائيل | إسرائيل | إسرائيل | إسرائيل | إسرائيل |
| Baisakh القمر الجديد في الهندوسية (Mata Tirtha Aunsi)                               | بين 19 و29 أيار                              | نيبال | نيبال | نيبال | نيبال | نيبال | نيبال |
| 20 جمادى الآخرة                                                                     | 24 أيار 2011 12 أيار 2012                    | إيران | إيران | إيران | إيران | إيران | إيران |